# Ермаково (Оренбургская область)
Ермаково — посёлок в Красногвардейском районе Оренбургской области, входит в состав Свердловского сельсовета.

## История
В 1961 году указом Президиума Верховного Совета РСФСР поселок фермы No 3 совхоза имени Свердлова переименован в Ермаково.

## Население
| 2010 |
| ---- |
| 65   |